# Kees Brusse
Kees Brusse (* 26. Februar 1925 in Rotterdam, Niederlande; † 9. Dezember 2013 in Laren, Niederlande) war ein niederländischer Schauspieler bei Theater und Film sowie ein Filmregisseur.

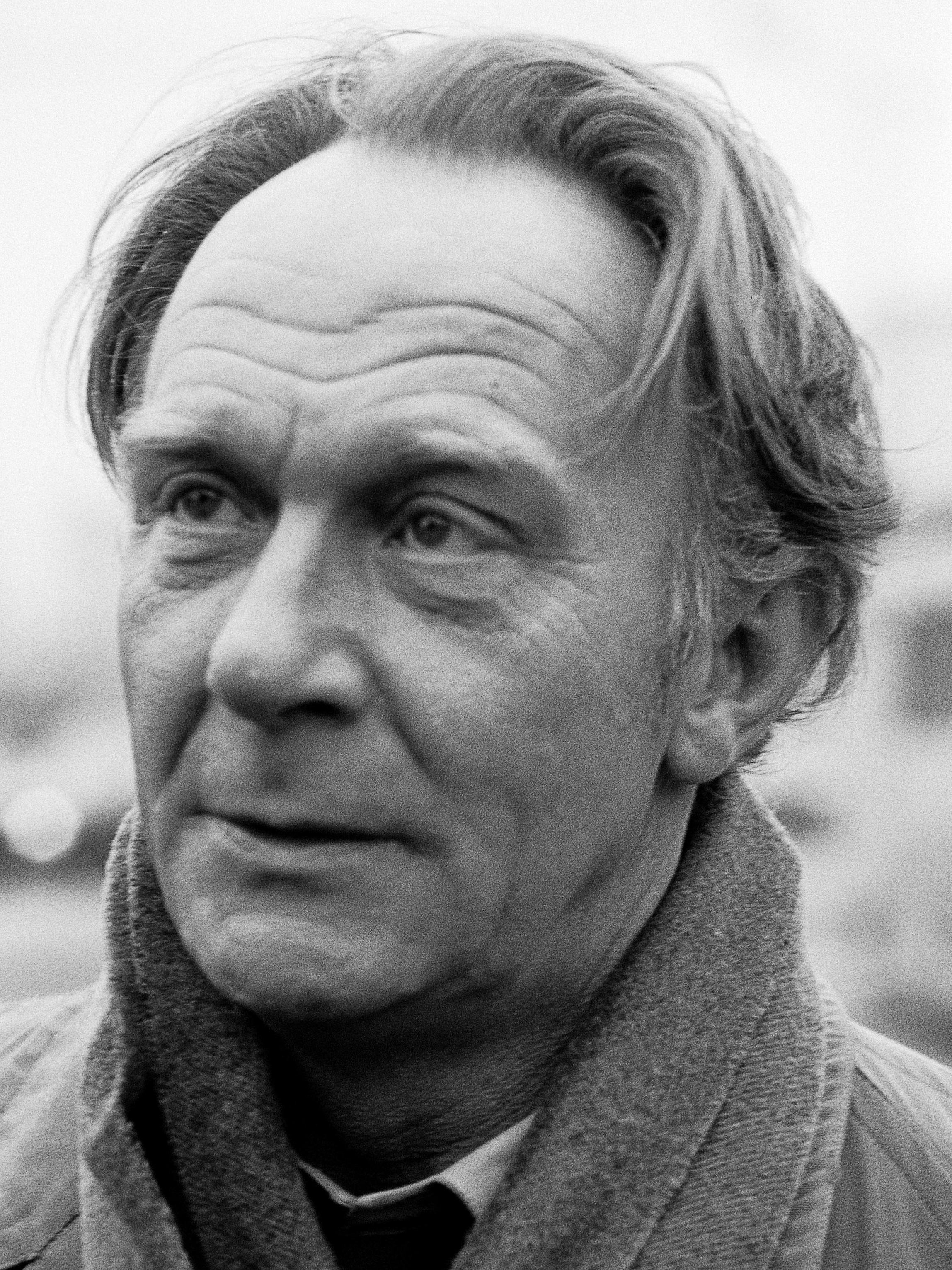
Kees Brusse (1979)

## Leben und Wirken
Der Sohn eines Journalisten und einer Opernsängerin hatte bereits im zarten Alter von elf Jahren erstmals vor der Kamera gestanden, als der im niederländischen Exil arbeitende deutsch-jüdische Filmregisseur Kurt Gerron ihn für die kleine Rolle des Arjaan Gijzen in der Initiationsgeschichte Merijntje Gijzens Jeugd (1936) holte. Nach dem Einmarsch der deutschen Wehrmacht in die Niederlande (1940) entschloss sich der noch sehr junge Kees, die Schule hinter sich zu lassen und sein Glück am Theater zu versuchen. Als Volontär nahm die Stadsschouwburg Amsterdam den schauspielerischen Autodidakten unter ihre Fittiche. Seinen Einstand als professioneller Schauspieler gab Kees Brusse im Alter von 16 Jahren mit dem Pietje Puck in dem Stück Boefje, das einst sein Vater verfasst hatte. Brusse junior blieb bis zur Befreiung 1945 am Theater aktiv und ging anschließend mit der Kabaretttruppe von Wim Sonneveld auf Auslandstourneen, die ihn bis in die Schweiz und (das damals von den Niederländern noch als ihre Kolonie gehaltene) Indonesien führten. Von 1952 bis 1954 war er künstlerischer Leiter der Rotterdamse Comedie.
Mit Beginn der 1950er Jahre begann in Brusses Leben auch der Film zunehmend an Bedeutung zu gewinnen. Seitdem stand er regelmäßig vor der Kamera, anfänglich in Kinoproduktionen, später auch in Fernsehfilmen bzw. Fernsehserien. Deutsche Regisseure wie Wolfgang Staudte, in dessen Jugenddrama Ciske – ein Kind braucht Liebe er 1955 als verständnisvoller Lehrer des vernachlässigten und rebellischen Titelhelden überzeugte, sowie Alfred Bittins und Georg Jacoby holten den gut Deutsch sprechenden Brusse für ihre Inszenierungen. In späteren Jahren sah man den Niederländer auch sporadisch in dem einen oder anderen deutschen Fernsehfilm wie dem Tatort-Krimi Kressin und die Frau des Malers oder an der Seite von Armin Mueller-Stahl in Thomas Fantls Gauner im Paradies.
Parallel dazu begann Brusse seit 1956 auch Filme zu inszenieren. Bei dem Film über eine unblutige Befreiung von Widerstandskämpfern während der deutschen Besatzung, Der Überfall (1962), half er dem britischen Kollegen Paul Rotha auch als Dialogregisseur aus. Dennoch blieb die Schauspielerei Brusses Hauptbetätigungsfeld. Mitte der 1960er Jahre spielte er den Kommissar Maigret in einer gleichnamigen, niederländischen Krimiserie. Im Laufe der 1990er Jahre zog sich Brusse, der ab 1988 viele Jahre lang in der Karibik (Bonaire, Niederländische Antillen), Frankreich und in West-Australien (Perth) gelebt hatte, sukzessive von der Film- und Fernseharbeit zurück. 2008 stellte er seine Autobiografie vor, in seinen letzten Lebensjahren erblindete der vielseitige Künstler, der auch als Sprecher und in Hörfunksendungen mitgewirkt hatte, zunehmend. Erst im Januar 2013 kehrte er endgültig nach Holland heim. Seine letzten Lebensmonate verbrachte Kees Brusse, der insgesamt fünfmal verheiratet gewesen und 1987 von Königin Beatrix mit dem Orden von Oranien-Nassau ausgezeichnet worden war, im Künstlerheim Rosa Spier Huis in Laren. Brusse hatte zwei Töchter.

## Filmografie
als Schauspieler
- 1936: Merijntje Gijzen’s Jeugd
- 1948: Ieder zijn kans
- 1950: De Dijk is Dicht
- 1952: Hij, zij, en een wereldhaven
- 1953: Het meest getapt
- 1955: Ciske – ein Kind braucht Liebe
- 1957: Kleren Maken de Man
- 1957: Acht Mädels im Boot
- 1958: Jenny
- 1957–59: Pension Hommeles (TV-Serie)
- 1960: De zaak M.P.
- 1962: Kirmis im Regen (Kermis in de regen)
- 1962: Der Überfall (De overval) (auch Dialogregie)
- 1963: Resistance
- 1964–65: Maigret (Titelrolle in dieser TV-Serie)
- 1966: 001 van de Contraspionnage
- 1967: Roverssymfonie
- 1971: Das Porno-Haus von Amsterdam (Blue Movie)
- 1972: Tatort: Kressin und die Frau des Malers
- 1972: VD
- 1972: Jonny en Jessy
- 1973: Van der Valk und die Reichen
- 1974: Dakota
- 1975: Dokter Pulder zaait papavers
- 1975: Rooie Seine
- 1977: Tussen wal en schip (TV-Serie)
- 1978: Mysteries
- 1979: Een pak slag
- 1980: De Verjaring
- 1983: Vroeger kon je lachen
- 1984: Gauner im Paradies
- 1981–85: Mensen zoals jij en ik (TV-Serie)
- 1985: Gauner im Paradies
- 1986: De gevangene
- 1989: De wandelaar (TV-Serie)
- 1996: Tasten en het duister
- 1999: Man, Vrouw, Hondje
- 2004: De erfenis (TV-Serie)

als Regisseur
- 1956: De paraplu
- 1957: Rhapsodie in fruit
- 1959: Volg die vrouw
- 1960: Het gerucht
- 1962: Kirmis im Regen (Kermis in de regen)
- 1964: Menschen von Morgen (Mensen van morgen)
- 1967: Gedachten over het sexuele leven van de mens
- 1974: Een stukje Noord-Holland
- 1980: De Verjaring (Co-Regie, Co-Drehbuch)
- 1993: Een magisch eiland (Dokumentarfilm)
- 1998: Post uit de Antillen
- 2000: Een bijzondere tocht
- 2002: Vader is zo stil de laatste tijd